# Clash of Steel
Clash of Steel: World War II, Europe 1939-45 est un jeu vidéo de type wargame développé par Martin Scholz et publié par Strategic Simulations en 1993 sur IBM PC. Le jeu se déroule pendant la Seconde Guerre mondiale et simule le conflit européen à une grande échelle,. Le jeu est notamment élu « meilleur wargame de l'année » 1993 par le magazine Computer Gaming World.
Une version améliorée du jeu, baptisée Clash of Steel: Future Edition a été publié par Strategic Simulations en 1995.

## Système de jeu
Clash of Steel est un wargame qui simule, à l'échelle stratégique, les combats sur le front de l'Ouest et le front de l'Est du théâtre européen de la Seconde Guerre mondiale. Il permet de simuler la totalité du conflit en Europe, à partir de l'invasion de la Pologne par l'Allemagne, ou de simuler une période spécifique de celui-ci, comme l'opération Barbarossa ou le débarquement en Normandie. Il peut se jouer seul contre l'ordinateur ou contre un autre joueur. Il se déroule sur une carte représentant l'Europe, de l'Irelande à l'ouest à la Volga à l'Est et de la Scandinavie au Nord à l'Afrique du Nord au sud. La carte est divisée en 2500x2300 cases, une case représentant une distance de 50 miles. Sur celle-ci, les joueurs contrôlent des unités représentant une armée ou un corps d'armée (d'environ 20000 à 30000 hommes), un escadron aérien ou un navire capitale,. Le jeu se déroule au tour par tour. Chaque tour représente deux mois de combat et est divisé en entre deux et onze phases qui peuvent être dédiées au mouvement, au renfort ou au combat. Le nombre et l'ordre de ces phases est généré aléatoirement et est influencé par certains événements, comme les conditions météorologiques. Les tours correspondant à l'hiver ont ainsi tendance à contenir moins de phases que ceux correspondant à l'été.

## Accueil
En 1993, Clash of Steel est élu « meilleur wargame de l'année » par la rédaction du magazine Computer Gaming World qui juge qu'il part d'un sujet classique et populaire auquel il donne un coup de boost en termes de jouabilité, d'interface, d'historicité et de personnalité. Le rédacteur estime également que s'il bénéficie d'une intelligence artificielle respectable, il est « particulièrement excellent en multijoueur », avant de conclure qu'il offre « le bon niveau de réalisme » et qu'il est « accessible, utile, amusant et bien conçu ».